# Rozpłatany wół
Rozpłatany wół – dwie wersje olejnych obrazów Rembrandta.
Głównym tematem Rembrandta było malarstwo narracyjne oraz portrety. Malarz unikał obrazów rodzajowych czy malowania martwej natury, mimo ich popularności w ówczesnych Niderlandach. Dziś znanych jest około piętnaście jego dzieł z tej tematyki. Temat rozpłatanego wołu podejmowany był przez innych malarzy żyjących przed nim i mu współcześnie między innymi Beuckelaera, van Ostadego, Hoocha. Sceny z wiszącym mięsem często malowane wraz z różnymi postaciami w tym z dziećmi, odwoływały się do idei śmierci i wpisywały się w temat moralizatorskich scen rodzajowych.     

## Opis obrazów
W 1643 roku, Rembrandt namalował pierwszą swoją wersję wiszącej tuszy wołowej. Czerwone mięso rozświetla ciemne pomieszczenie rzeźni. Za nim znajduje się kobieta, prawdopodobnie żona rzeźnika myjąca podłogę z krwi. Belka do której przywiązane jest mięso, pozwala na uzyskanie efektu głębi i nadaje perspektywę. Obecnie obraz znajduje się w Kelvingrove Art Gallery and Museum. 
W 1655 roku Rembrandt ponownie powrócił do tego samego tematu. Namalował większe dzieło, tym razem w sposób bardziej dojrzały manipulując światłocieniem. Mięso wołu wisi w pomieszczeniu rzeźni. W tle widać postać żony rzeźnika, wyglądającej zza drzwi i patrzącej w kierunku widza. Cały obraz wykonany jest grubymi, gwałtownymi pociągnięciami pędzla co jest charakterystyczne dla dwudziestowiecznego ekspresjonizmu. Obecnie obraz znajduje się w Luwrze. 

## Naśladowcy
Rozpłatany wół był przedmiotem naśladowań przez innych późniejszych malarzy, między innymi Eugène’a Delacroix, Francisa Bacona, Pabla Picassa czy Chaima Soutinego.